# Dakka Marrakchia
Dakka Marrakchiya, kortweg Dakka of Daqqa is een traditionele, rituele Marokkaanse muziekstijl, kenmerkend voor de stad Marrakech en geassocieerd met Asjoera. Het is een vorm van collectieve polyritmische muziek uitgevoerd door mannen op percussie-instrumenten en begeleid door ritmische koorzang, welke het midden houdt tussen religieuze incantatie en de meest hectische Afrikaanse trance. Tegenwoordig wordt zij ook vaak ten gehore gebracht tijdens bruiloften, festivals en recepties.
De naam dakka komt van het woord dakka ("ritmisch handenklappen" in het Marokkaans Arabisch).

## Instrumenten
De instrumenten zijn de derbouka, ghateya, bendier, en de grote blaasghateya.